# Montoggio
Montoggio é uma comuna italiana da região da Ligúria, província de Génova, com cerca de 1.987 habitantes. Estende-se por uma área de 46 km², tendo uma densidade populacional de 43 hab/km². Faz fronteira com Casella, Davagna, Genova, Sant'Olcese, Serra Riccò, Torriglia, Valbrevenna.

## Demografia
| Variação demográfica do município entre 1861 e 2011                               |
|                                                                                   |
| Fonte: Istituto Nazionale di Statistica (ISTAT) - Elaboração gráfica da Wikipedia |

## Cidades-irmãs
- Radomyšl, República Checa (2006)
- Zonza, França (2006)